# Mindjárt jövök
A Mindjárt jövök (korábbi magyar címén: Rögtön jövök) a Fekete tükör című brit sci-fi sorozat negyedik epizódja, amit a sorozat showrunnere, Charlie Brooker írt, és Owen Harris rendezett. 2013. február 11-én mutatta be Nagy-Britanniában a Channel 4, Magyarországon pedig az HBO-csoporthoz tartozó Cinemax. A sorozat később felkerült a Netflixre is, ekkor az epizód új szinkront és címet kapott.
Az epizódban Martha (Hayley Atwell) döbbenten értesül róla, hogy vőlegénye, Ash (Domhnall Gleeson) autóbalesetben meghalt. Gyásza közben mondják el neki, hogy létezik egy technológia, amelynek segítségével mesterséges intelligencia útján tud vele "beszélgetni". Martha nagy nehezen úgy dönt, hogy kipróbálja. Az epizód inspirációját két fő téma szolgáltatta: hogy milyen nehéz kitörölni egy nemrég elhunyt ismerősünk telefonszámát, és hogy Twitter-üzenetekből elő lehet állítani egy algoritmust, ami imitál egy illetőt.
Az epizód témája a gyász, ennek megfelelően tónusa meglehetősen komor. Alapvetően pozitív értékeléseket kapott, a kritikák csak a befejezését érték. Bemutatása után számos, való életbeli termékhez hasonlították, mint a részben az epizód által inspirált Luka chatbot, vagy az Amazon Alexa azon funkciója, mely halott szeretteink hangját tudja imitálni.

## Cselekmény
Martha Powell és Ash Starmer egy fiatal pár, akik elhatározzák, hogy Ash családjának régi vidéki házában fognak élni. Alig egy nappal a beköltözés után Ash halálos balesetet szenved, miközben a költöztetőfurgont viszi vissza. A temetésen azt mondja Marthának a barátnője, Sarah, hogy létezik egy technológia, ami neki is segített egy hasonló helyzetben. Ugyan Martha tiltakozik, Sarah mégis regisztrálja őt a szolgáltatásba. Mikor észreveszi, hogy terhes, úgy dönt, mégis kipróbálja. A szolgáltatás Ash korábbi közösségi médiás posztjaiból és kommentjeiből hoz létre egy virtuális Ash-t. Először csak rövid szöveges üzenetváltásba kezd vele, majd amikor a szolgáltatás felajánlja, hogy beszélgetni is tudna vele, Martha régi videofelvételeket tölt fel róla a rendszerbe - a program elemzi, és az információk birtokában immár telefonon keresztül tud beszélgetni az Ash-imitációval. Ezután egyfolytában csak vele beszél, miközben különféle helyekre megy el a vidéken, és hanyagolja a testvérét, aki az állapota után érdeklődik.
Egy nap, amikor a nőgyógyászhoz megy és felveszi a születendő gyermeke szívverését, véletlenül összetöri a telefonját, ami miatt teljesen kétségbeesik. Ash megnyugtatja, hogy az csak a készülék, nem ő, majd ismerteti vele, hogy a szolgáltatásnak van egy új, kísérleti programja. Küldenek neki postán egy furcsa csomagot, amely a fürdőkádba áztatva, megfelelő idő elteltével felveszi Ash külsejét, ily módon a mesterséges intelligencia replikált egy tökéletes Ash-t. Martha az első pillanattól kezdve nagyon feszélyezett és képtelen megszokni az androidot, habár szexuálisan kielégíti őt. Egy idő után ijesztővé válik számára, hogy sosem alszik, illetve hogy teljességgel híján van Ash negatív tulajdonságainak. Egy nap dühében azt mondja neki, hogy menjen el, és frusztrálja, hogy az android ezt meg is tenné, pedig a valódi Ash vitába szállt volna vele. Másnap reggel egy sziklaszirt végéhez viszi az androidot és parancsolja, hogy ugorjon le. Miután ezt is megtenné, Martha dühöngeni kezd, hogy Ash ezt sosem tenné meg, hanem könyörögne az életéért. Az android erre pontosan ugyanezt kezdi el csinálni, mire Martha felüvölt.
Évekkel később, a lányának a születésnapja van épp. Az Ash-android a padláson él, a lány pedig csak hétvégéken láthatja őt, de mivel születésnapja van, aznap is felmegy hozzá és beszélgetni kezd vele.

## Szereplők
| Szerep       | Színész          | Magyar hang (HBO) | Magyar hang (Netflix) |
| ------------ | ---------------- | ----------------- | --------------------- |
| Martha       | Hayley Atwell    | Földes Eszter     | Csuha Borbála         |
| Ash          | Domhnall Gleeson | Fehér Tibor       | Előd Álmos            |
| Naomi        | Claire Keelan    | Pálmai Anna       | Németh Kriszta        |
| Sarah        | Sinead Matthews  | Tarr Judit        | Vámos Mónika          |
| Bába         | Flora Nicholson  | Balogh Anikó      | Sági Tímea            |
| Futár        | Glenn Hanning    | Mészáros Máté     | Holl Nándor           |
| Martha lánya | Indira Aingher   | Koller Virág      | Engel-Iván Lili       |

## Az epizód készítése
Az epizód forgatókönyvét a sorozat showrunnere, Charlie Brooker találta ki. Az alapötletet az az élmény szolgáltatta, hogy amikor a telefonja névjegyzésékől elkezdte kitörölni a már szükségtelen kontaktokat, nagyon tiszteletlennek érezte, hogy egy már halott ismerőse számát is kitörölje. A másik élmény egy gondolat volt a részéről: mi van, ha a Twitteren posztoló személyek a valóságban már halottak, és csak egy algoritmus szimulálja a gondolataikat?
Brooker olvasott továbbá az 1960-as években működött ELIZA programról, amellyel akár beszélgetni is lehetett, és gondolkodott a közösségi médiás profilok hiteltelenségén is. A forgatókönyvet akkor írta, miközben felesége, Konnie Huq éppen megszülte első gyermeküket. Mivel felváltva foglalkoztak vele, Brooker ezalatt írta a történetet, miközben neje aludt.
A Brit Filmintézet egyik beszélgetésén egyenesen az internetes párkereséshez hasonlította az epizód felépítését: üzenetváltások, telefonbeszélgetés, majd interakció a való életben. A cselekményből később két fontos dolgot vetett el: az egyik a szolgáltatásért való fizetéssel kapcsolatos, azaz Marthának pénzt kellett volna valahonnan előteremtenie, ha elfogyott volna. A másik a több karakter illetve halott szeretteiknek az androidjainak a behozatala volt.
Hayley Atwell játszotta Marthát, aki addigra már a sorozat nagy rajongójának számított, és magát is netfüggőnek tartotta. A karaktert földhözragadtnak és természetesnek próbálta alakítani, afféle "szomszéd lány" típusnak, aki csak egy egyszerű életre vágyis a vőlegényével. Domnhall Gleeson kapta meg Ash szerepét, aki egy 2018-as interjúban bevallotta, hogy ennek hatására minimalizálta a telefonhasználatot az életében. A forgatást megelőzően Atwell és Gleeson a Dans le Noir étteremben vacsoráztak, teljes sötétségben.
A látványvilágot igyekeztek úgy megteremteni, hogy azt az illúziót nyújtsa az epizód. hogy mindez akár a közeljövőben megtörténhet. A 2010-es évek elején forgatott epizódban is láthatóak olyan elemek, amik azóta többnyire valósággá váltak. A benzinkutakon kisméretű autók láthatóak, melyek a mai elektromos autókra emlékeztetnek, szerepel egy érintőképernyővel működő festővászon, Martha pedig érintés nélkül, kézmozdulattal töröl egy e-mailt. Ugyanakkor viszont az egyik hirdetés, ami megjelenik a levelei között, egy könyvről szól, mely segít a gyászfeldolgozásban.
A befejezés kapcsán is felmerült több ötlet. Az egyik szerint egy családi vacsorával ért volna véget, de Brooker és Jones is inkább azt preferálták, hogy Martha csak hetente egyszer engedje az android Ash-nek látni a gyereket. Atwell szerint a befejezés meglehetősen pesszimista hangvételű, szerinte a karaktere bénult és talán gyógyszereket is szed eddigre. A befejező jelenet forgatásakor Gleeson már növesztette a szakállát egy új projekt kedvéért - vita volt arról, hogy benne maradjon-e a végső változatban, jelezve az idő múlását, de úgy döntöttek, inkább eltüntetik. Ez nem volt egyszerű, mert ebben a jelenetben Ash különféle fényviszonyok között járt-kelt, és digitálisan kellett megoldani az eltüntetést.

## Forráshivatkozások
1. ↑  Fekete tükör - II/1. rész: Rögtön jövök - ISzDb. iszdb.hu. (Hozzáférés: 2023. június 18.)
2. ↑  Fekete tükör - II/1. rész: Rögtön jövök - ISzDb. iszdb.hu. (Hozzáférés: 2023. június 18.)
3. ↑  Black Mirror - Charlie Brooker & Hayley Atwell interview - Sky Atlantic - Time Out TV (brit angol nyelven). Time Out London, 2013. január 31. (Hozzáférés: 2023. június 18.)
4. ↑  Black Mirror | BFI Q&A - Be Right Back | Channel 4 - YouTube. web.archive.org, 2014. január 31. [2014. január 31-i dátummal az eredetiből archiválva]. (Hozzáférés: 2023. június 18.)
5. ↑  Our 40-minute chat with Black Mirror co-creator Charlie Brooker (angol nyelven). The Independent, 2017. október 11. (Hozzáférés: 2023. június 18.)
6. ↑  'Black Mirror' Q&A with Charlie Brooker (brit angol nyelven). Digital Spy, 2013. február 8. (Hozzáférés: 2023. június 18.)
7. ↑  A Scene In 'Black Mirror' Changed The Way Domhnall Gleeson Used His Phone Forever (brit angol nyelven). Esquire, 2018. szeptember 4. (Hozzáférés: 2023. június 18.)
8. ↑  Harvey, Giles. „The Speculative Dread of “Black Mirror””, The New Yorker, 2016. november 20. (Hozzáférés: 2023. június 18.) (amerikai angol nyelvű)

## Fordítás
Ez a szócikk részben vagy egészben  a   Be Right Back című angol Wikipédia-szócikk ezen változatának fordításán alapul.  Az eredeti cikk szerkesztőit annak laptörténete sorolja fel. Ez a jelzés csupán a megfogalmazás eredetét és a szerzői jogokat jelzi, nem szolgál a cikkben szereplő információk forrásmegjelöléseként.